# 船底座V368
船底座V368，又名CP-58 1979，HD 88647、SAO 237773、HR 4007，是船底座的一颗恒星，视星等为6.4，位于銀經283.5，銀緯-2.12，其B1900.0坐标为赤經10h 8m 9.6s，赤緯-58° -2.12′ 5″。